# Lariosaurus
Lariosaurus là một chi nothosauria tuyệt chủng sống vào thời kỳ kỷ Trias tại miền bắc Ý. Với chiều dài khoảng 60 centimet (2.0 ft) được phát hiện tại Perledo trên Lake Como năm 1830, nó được đặt tên là 1847 bởi Curioni.